# Hessea monticola
Hessea monticola är en amaryllisväxtart som beskrevs av Deirdré Anne Snijman. Hessea monticola ingår i släktet Hessea och familjen amaryllisväxter. Inga underarter finns listade i Catalogue of Life.